# Дванадцять майстрів грецьких

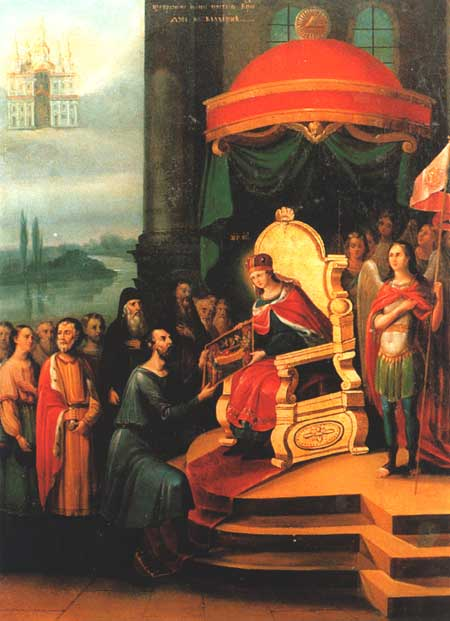
Дванадцять майстрів грецьких (будівничих Печерської церкви) отримують ікону від Богородиці.

Дванадцять майстрів грецьких († 11 століття, Київ) — православні грецькі святі імена яких невідомі. Вони були 12 грецькими зодчими, майстрами-будівниками з Візантії, які брали участь у будівництві Великої Печерської церкви. Стали ченцями Печерського монастиря і згодом були канонізовані у сані преподобних. 
Будівники Успенського собору, які прибули з Константинополя близько 1072 р. За переказом "Патерика Печерського", Пресвята Богородиця, давши детальні настанови, відрядила їх у Київ до преподобних Антонія і Феодосія для спорудження церкви на вшанування її пам'яті. По завершенні робіт вони прийняли чернечий постриг і назавжди залишилися у Печерській обителі. Первісно були поховані в притворі Успенського собору. Імена цих святих невідомі. 
Їх мощі покояться у Ближніх печерах.
Пам'ять 11 жовтня і 27 лютого.

## Пам'ять
- 11 жовтня — день пам'яті усіх Собору преподобних отців Києво-Печерських, що спочивають в Ближніх печерах (прп. Антонія).
- 27 лютого —  Дванадцяти майстрів грецьких

### Дивіться теж
- Києво-Печерська лавра
- Києво-Печерські святі

## Джерело
- Дванадцять майстрів, будівничих Великої церкви Києво-Печерської Лаври, сайт Києво-Печерської лаври [Архівовано 1 серпня 2019 у Wayback Machine.]
- Словник персоналій Національного Києво-Печерського історико-культурного заповідника[недоступне посилання з липня 2019] — ресурс використано за дозволом видавця.
- Патерик Києво-Печерський [Архівовано 5 грудня 2008 у Wayback Machine.]